# Castelo de Paiva
Castelo de Paiva ist eine Vila (Kleinstadt) und ein Kreis (Concelho) in Portugal mit 15.586 Einwohnern (Stand 19. April 2021).

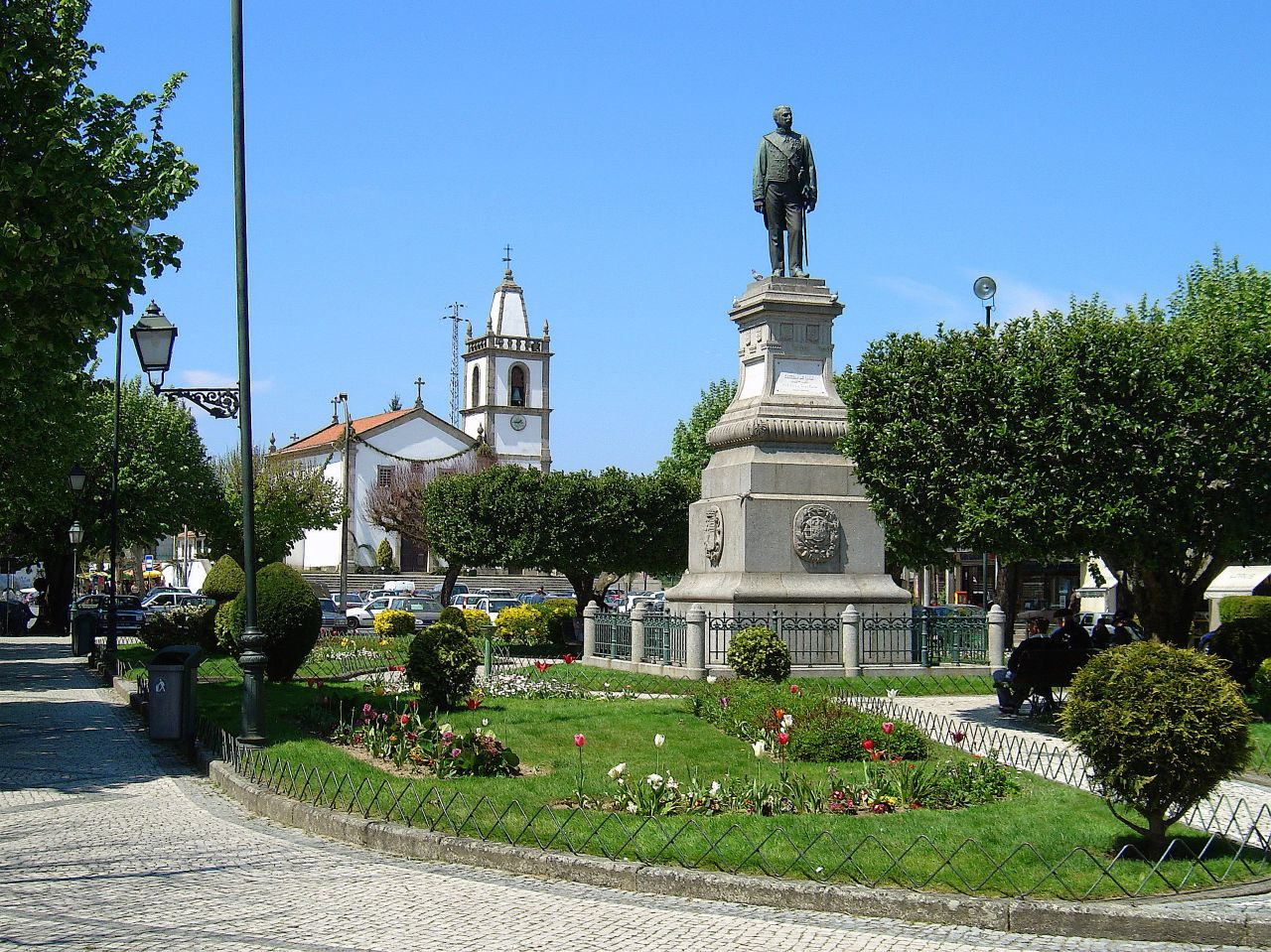
In der Ortsmitte von Sobrado, dem Hauptort im Kreis Castelo de Paiva

## Geschichte
Antas und andere Funde belegen die Anwesenheit des Menschen im wasserreichen und fruchtbaren Kreisgebiet seit dem Paläolithikum, auch Römer, Goten und Araber lebten hier, was Ausgrabungen wie Grabstätten u. a. belegen. Erstmals offiziell erwähnt wurde der Ort, der Payva de Riba Douro und später nur Paiva hieß, im Jahr 883. Seine ersten Stadtrechte (Foral) erhielt Paiva am 1. Dezember 1513 durch König Manuel I. Seit dem 4. März 1850 wird der zuvor nur Paiva genannte Kreis unter seinem vollständigen heutigen Namen geführt.

## Kultur und Sehenswürdigkeiten

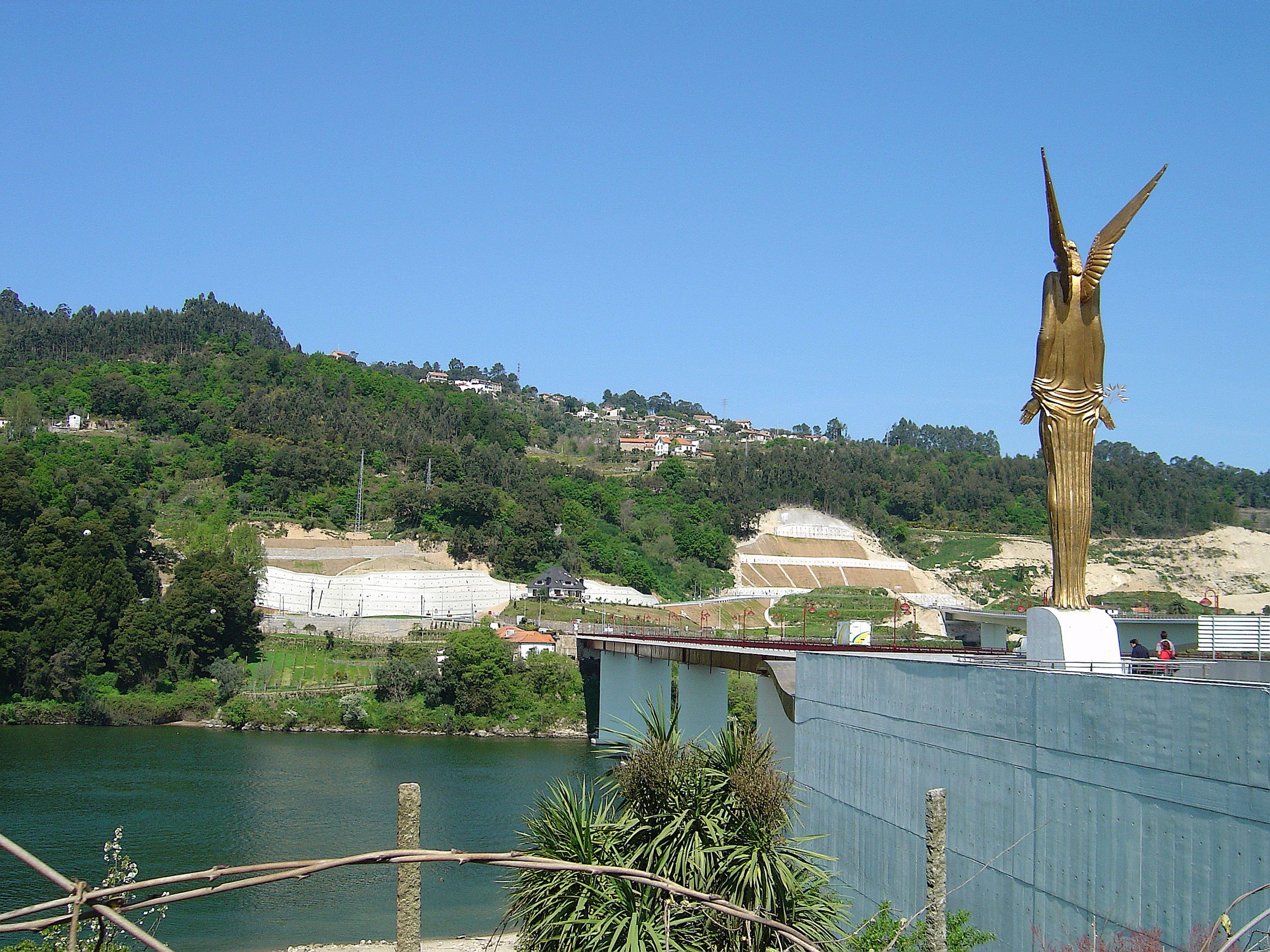
Brücke über den Douro, mit Mahnmal

Verschiedene archäologische Fundstätten, Herrenhäuser, Sakralbauten, Brunnenanlagen und historische öffentliche Gebäude stehen im Kreis unter Denkmalschutz, ebenso der historische Ortskern der Kreisstadt als Ganzes.
Trotz seiner zahlreichen Baudenkmäler, Flussbäder und Naturlandschaften ist der Tourismus hier nicht stark entwickelt. Es existieren Einrichtungen des Turismo rural und Gastronomiebetriebe. Das Marmoiral de Sobrado im Hauptort Sobrado ist eine romanische Grabstätte aus Granit und Teil der Rota do Românico do Vale do Sousa, einer Route entlang romanischer Baudenkmäler der Region.
Am 4. März 2001 stürzte an der Nordspitze des Kreises die vielbefahrene alte Fachwerkbrücke Ponte Hintze Ribeiro über den Rio Douro ein, 59 Menschen kamen dabei ums Leben. Das Unglück versetzte das ganze Land in tiefe Trauer und machte europaweit Schlagzeilen. An der neugebauten Brücke wurde ein Mahnmal für das Unglück errichtet.

## Wirtschaft
In den Minas do Pejão wurde von 1886 bis 1994 Kohle abgebaut, die Minen sind danach wegen fehlender Rentabilität stillgelegt worden.
Schuhfabriken, Textilindustrie, Holzverarbeitung und Möbelherstellung sind die wichtigsten Industriezweige im Kreis.

## Verwaltung

### Kreis
Castelo de Paiva ist Sitz eines gleichnamigen Kreises. Die Nachbarkreise sind (im Uhrzeigersinn im Norden beginnend): Penafiel, Marco de Canaveses, Cinfães, Arouca sowie Gondomar.
Mit der Gebietsreform im September 2013 wurden mehrere Gemeinden zu neuen Gemeinden zusammengefasst, sodass sich die Zahl der Gemeinden von zuvor neun auf sechs verringerte.
Die folgenden Gemeinden (Freguesias) liegen im Kreis Castelo de Paiva:

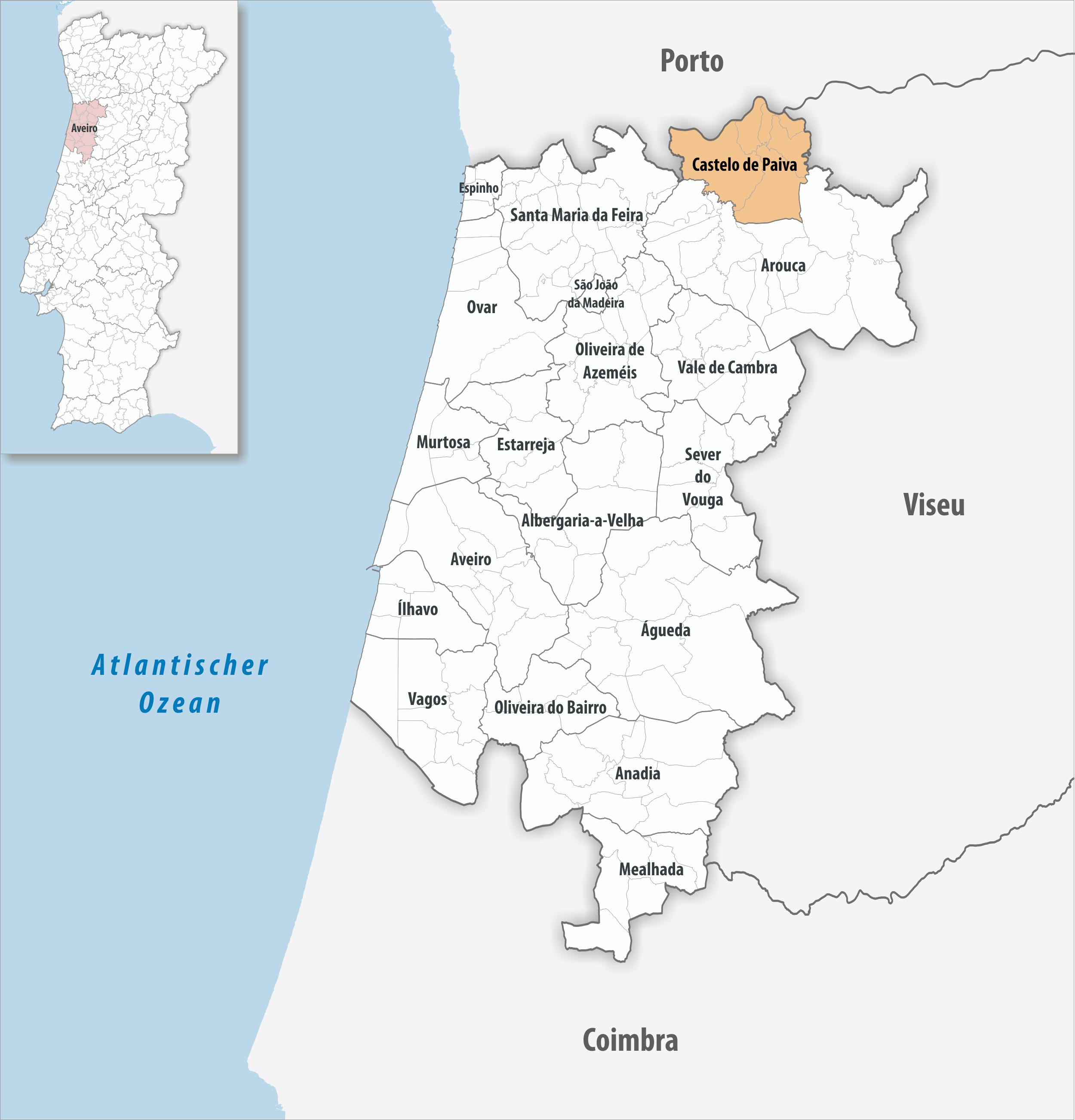
Kreis Castelo de Paiva

| Gemeinde                  | Einwohner (2021) | Fläche km² | Dichte Einw./km² | LAU- Code |
| ------------------------- | ---------------- | ---------- | ---------------- | --------- |
| Fornos                    | 1.277            | 4,11       | 311              | 010602    |
| Raiva, Pedorido e Paraíso | 4.208            | 49,37      | 85               | 010610    |
| Real                      | 1.194            | 33,11      | 36               | 010606    |
| Santa Maria de Sardoura   | 2.274            | 10,06      | 226              | 010607    |
| São Martinho de Sardoura  | 1.849            | 4,31       | 429              | 010608    |
| Sobrado e Bairros         | 4.784            | 14,04      | 341              | 010611    |
| Kreis Castelo de Paiva    | 15.586           | 115,00     | 136              | 0106      |

### Bevölkerungsentwicklung
| Einwohnerzahl im Kreis Castelo de Paiva (1801–2011) | Einwohnerzahl im Kreis Castelo de Paiva (1801–2011) | Einwohnerzahl im Kreis Castelo de Paiva (1801–2011) | Einwohnerzahl im Kreis Castelo de Paiva (1801–2011) | Einwohnerzahl im Kreis Castelo de Paiva (1801–2011) | Einwohnerzahl im Kreis Castelo de Paiva (1801–2011) | Einwohnerzahl im Kreis Castelo de Paiva (1801–2011) | Einwohnerzahl im Kreis Castelo de Paiva (1801–2011) | Einwohnerzahl im Kreis Castelo de Paiva (1801–2011) | Einwohnerzahl im Kreis Castelo de Paiva (1801–2011) |
| --------------------------------------------------- | --------------------------------------------------- | --------------------------------------------------- | --------------------------------------------------- | --------------------------------------------------- | --------------------------------------------------- | --------------------------------------------------- | --------------------------------------------------- | --------------------------------------------------- | --------------------------------------------------- |
| 1801                                                | 1849                                                | 1900                                                | 1930                                                | 1960                                                | 1981                                                | 1991                                                | 2001                                                | 2011                                                |                                                     |
| 6691                                                | 7586                                                | 9728                                                | 11.450                                              | 17.756                                              | 17.026                                              | 16.515                                              | 17.338                                              | 16.733                                              |                                                     |

### Kommunaler Feiertag
- 24. Juni

### Städtepartnerschaften
- Spanien: Fabero, Provinz León (seit 1995)
- Mosambik: Chibuto, Provinz Gaza (seit 1999)
- Mosambik: Manhiça, Provinz Maputo (seit 1999)[10]

## Söhne und Töchter der Stadt
- António Capelo (* 1956), Schauspieler
- João Campos (* 1958), Leichtathletiktrainer
- Cristina Torrão (* 1965), Schriftstellerin
- Marco André Rocha Pereira (* 1987), Fußballspieler